# Alagoa Nova (kommun)
Alagoa Nova är en kommun i Brasilien.   Den ligger i delstaten Paraíba, i den östra delen av landet, 1 600 km nordost om huvudstaden Brasília. Antalet invånare är 19 686.
Följande samhällen finns i Alagoa Nova:
- Alagoa Nova

Omgivningarna runt Alagoa Nova är en mosaik av jordbruksmark och naturlig växtlighet. Runt Alagoa Nova är det ganska tätbefolkat, med 155 invånare per kvadratkilometer.